# Technische Formspuren

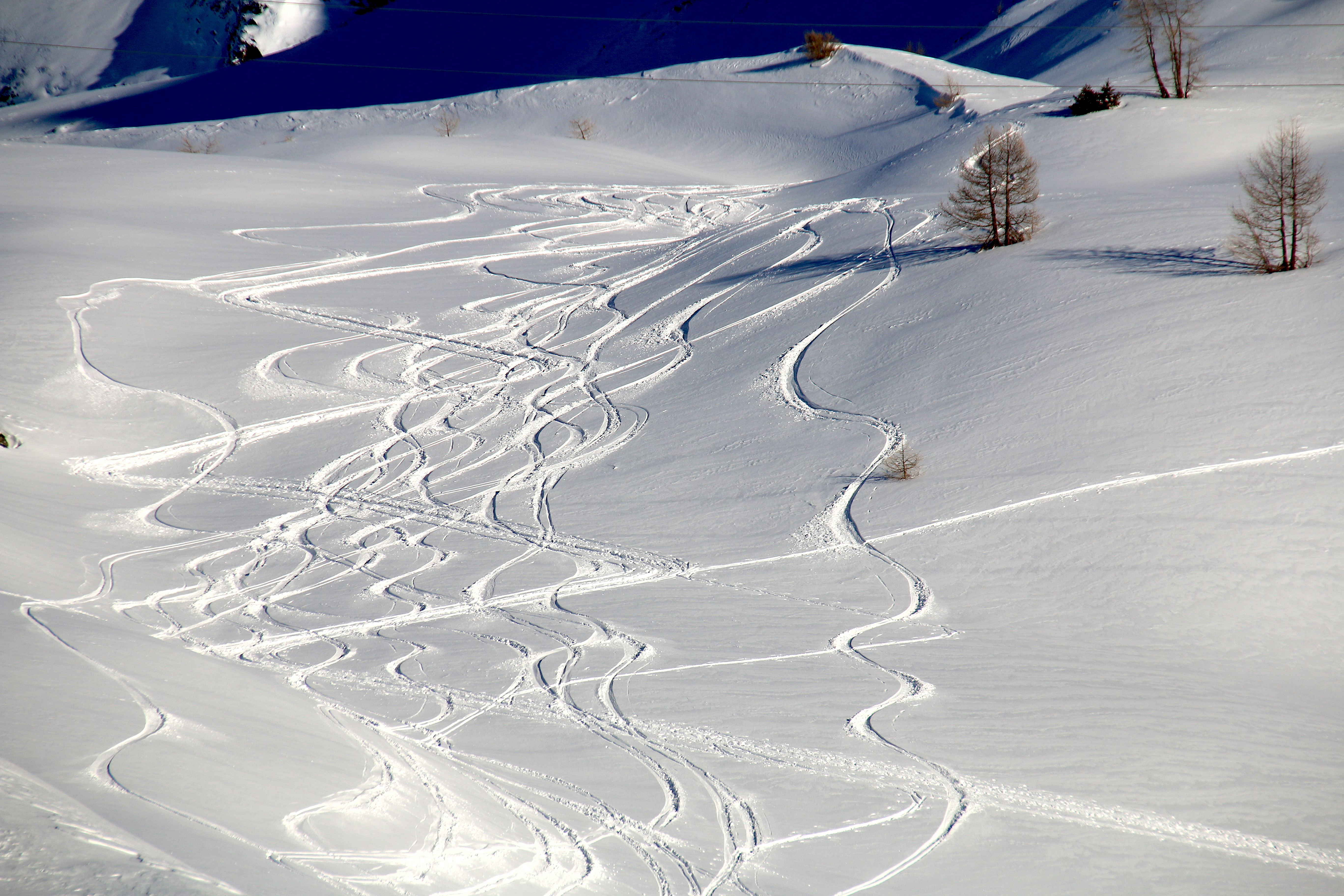
Von Skifahrern erzeugte Spuren im Schnee (Simplonpass 2019)

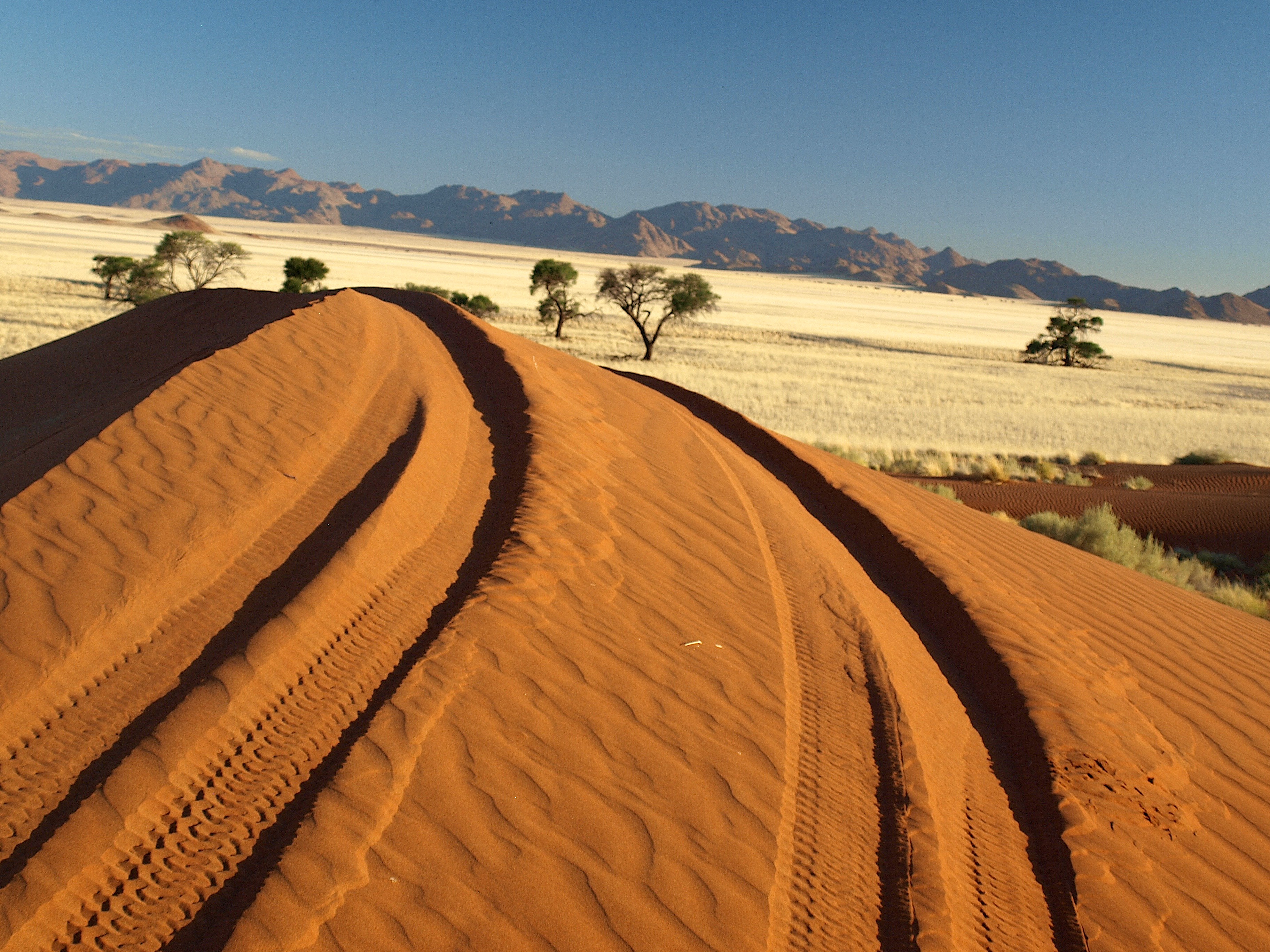
Land-Rover-Spuren im Sand (Namib)

Als Technische Formspuren werden Formveränderungen an einem Objekt bezeichnet, die durch einen Spurensetzer verursacht wurden. Aus der formmäßigen Beschaffenheit der Spur können in der Kriminalistik Schlussfolgerungen gezogen werden. Die Lehre der technischen Formspuren wird auch als Trassologie bezeichnet.

## Technische Formspuren in kriminalistischen Spurenbereichen

### Eindruckspuren

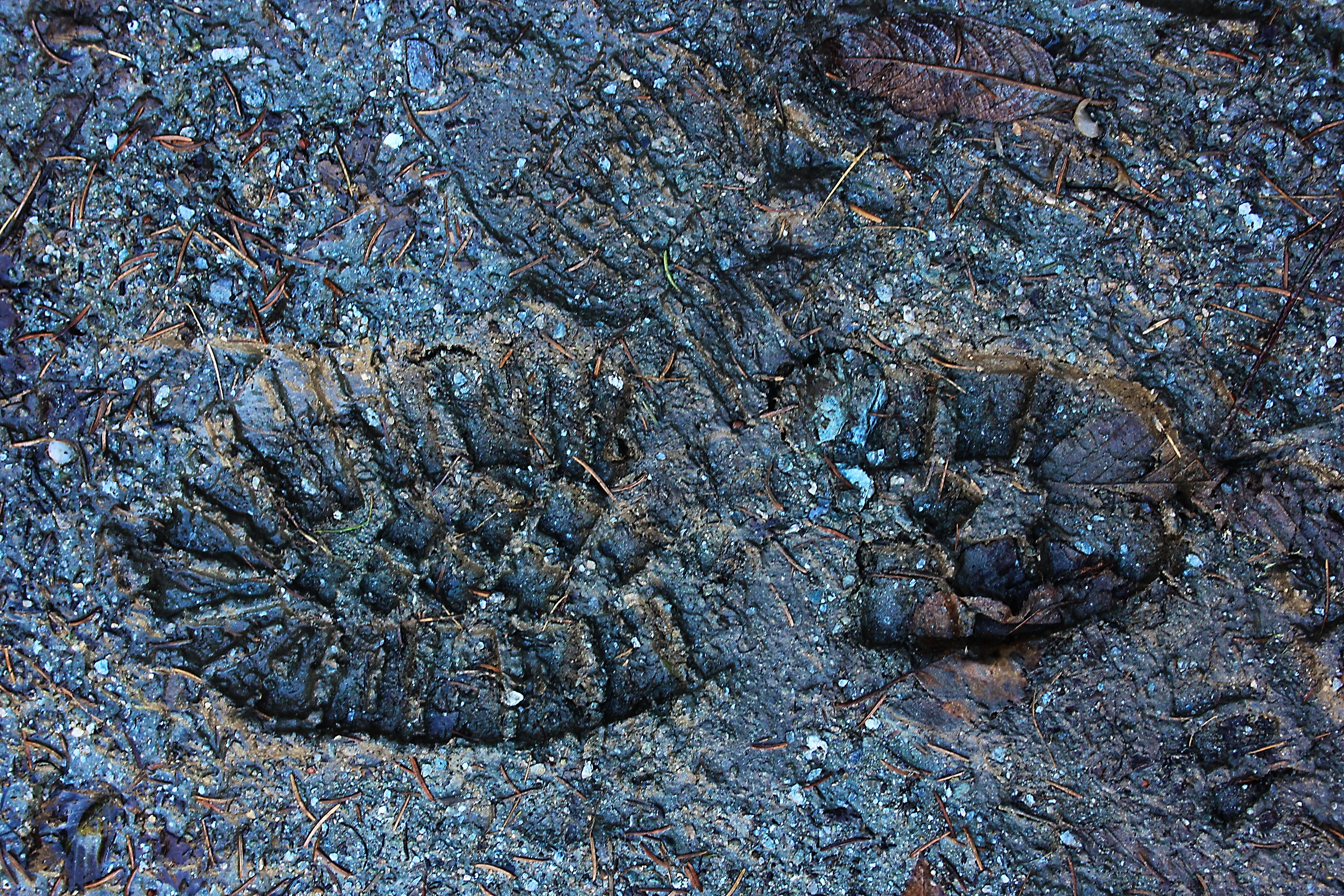
Schuheindruckspur

Eindruckspuren entstehen durch Materialverdrängung am Spurenträger, der weicher ist als das spurenverursachende Objekt (z. B. Schuh oder Reifenabdruck in weicher Erde oder alle Arten von Werkzeugen).

### Abdruckspuren
Abdruckspuren entstehen durch Materialverlust (negativer Abdruck) oder durch Materialauftrag (positiver Abdruck). Der Spurenträger ist meist glatt und hart. Unter Materialverlust versteht man bspw. die Abtragung einer Staub-, Öl- oder Farbschicht vom Fußboden; unter Materialauftrag den Auftrag einer Fremdschicht (Blut, Schweiß, Reifengummi usw.) auf dem Spurenträger. Eine Abdruckspur ist in der Kriminalistik oder der Unfallforschung eine Spur, bei der ein Gegenstand oder Mensch den Spurenträger durch direkten Kontakt verändert hat. Oft besteht die Veränderung in Zurückbleiben von Rückständen, zum Beispiel Schweiß und Talg beim Fingerabdruck oder Gummi bei einer Reifenspur.

### Gleitspuren
Gleitspuren bilden sich, wenn ein härterer Gegenstand über einen weicheren Gegenstand gleitet (Materialverdrängung oder Materialverlust). Wichtige Gleitspuren sind: Kratzspuren, Rillenspuren, Schartenspuren – also überwiegend Spuren vom oder am Werkzeug.

### Ziehspuren
Ziehspuren entstehen bei der fabrikationsmäßigen Herstellung von Gegenständen (meist Metall oder Glas). Im Schmelzzustand werden individuelle Merkmale, z. B. Abnutzungserscheinungen der Düsen, auf das Produkt übertragen; nach der Aushärtung bleiben sie über eine längere Strecke relativ gleichmäßig erhalten. Sie lassen insbesondere erkennen, welche getrennten Teile einer fortlaufenden Produktion zusammengehört haben (z. B. Draht, Glasscheibe, Metallstäbe).

### Schnittspuren
Schnittspuren entstehen durch die Übertragung individueller Merkmale des Schneidwerkzeuges auf den beschnittenen oder abgeschnittenen Spurenträger. Die Merkmale können bereits bei der Herstellung oder erst durch Bearbeitung und Abnutzung entstanden sein. Ob sie sich übertragen, hängt weitgehend vom Material des Spurenträgers ab. Schnittspuren: Messer, Schere, Beil, Axt, Bolzenschneider; Kneifspuren: Zange

### Bohrspuren
Bohrspuren entstehen bei der Verwendung eines Bohrers, auch Bohr-Einsatz genannt. Das in der Regel härtere Werkzeug oder Werkzeugteil erzeugt kreisrunde Löcher in einem in der Regel weicherem Material durch Zerspanen. Das entstehende Loch wird Bohrung genannt. Sowohl in dem Bohrloch, als auch auf den Bohrspänen, zeichnen sich individuelle Merkmale des Bohrwerkzeuges als Eindruckspuren ab.

### Sägespuren
Sägespuren entstehen beim Trennen oder Einkerben von Holz, Naturstein, Metall, Kunststoff und anderen festen Materialien durch die Verwendung einer Säge als Werkzeug. Die Säge ist ein zerspanendes Werkzeug, das infolge der kontinuierlichen Bewegungen der Sägezähne (beispielsweise der Kreissäge) oder diskontinuierliche Bewegungen einer Handsäge (wie Fuchsschwanz) das weichere Material auftrennt und zerlegt. An der Nut bzw. Trennfuge des Materials, als auch an den Sägespänen zeichnen sich individuelle Merkmale des Sägewerkzeuges ab.

### Bruch- oder Rissspuren
Bruch- oder Rissspuren entstehen durch Brechen oder Abreißen von Materialteilen, wie Papieren, Klebebändern, aber auch Metallteilen. Die dabei entstehenden Passspuren lassen teilweise Rückschlüsse auf die Art und Reihenfolge der auftreffenden Kräfte zu.

### Passspuren
Passspuren lassen erkennen, welche Einzelteile eines Gegenstandes zusammengehört haben, z. B. Glasscherben, Klebeband, abgebrochene Messerklinge. Infolge von Kraft- und Gewalteinwirkung zerbrechen Teile oder zerreißen willkürlich und nicht reproduzierbar. Diese Teile können entsprechend dem Material aneinandergelegt oder eingepasst werden.

### Schriften
Handschriften lassen Rückschlüsse auf den Schrifturheber zu. Die mehrstufige Methode bestimmt Eindruckscharaktere einer Schrift nach dem Bewegungsbild (impulsiv, kraftvoll, fahrig, dynamisch, gestört), Formbild (bizarr, originell, aufgeblasen, rund, stilisiert), Raumbild (weitmaschig, zerrissen, verworren, klar) und Strichbild (farbig, warm, trocken, kräftig, plastisch). Weiterhin dienen zur Ermittlung von Ganzheitsmerkmalen einer Schrift das Verhältnis von Bewegung und Formung, Versteifungsgrad (Spannung einer Schrift), Rhythmus, Eigenartsgrad, Einheitlichkeit. Es werden zwanzig Einzelmerkmale erfasst, die teils messbar, schätzbar oder beschreibbar sind (langsam oder eilig, unverbunden oder verbunden, klein oder groß, mager oder voll).

### Komplex Schusswaffen
Durch den Gebrauch von Schusswaffen entstehen an den Waffen und Munitionsteilen (Geschoss, Hülse) eine Vielzahl von individuellen Spuren. In erster Linie ist zu prüfen, ob sichergestellte Munitionsteile aus einer bestimmten Schusswaffe verfeuert worden sind (sogenannte Verfeuerungsnachweise). Weitere Untersuchungsfelder sind unter anderem die rechtliche Bewertung von Waffen in Bezug auf das Waffenrecht, Bewertung verbotener Gegenstände, Ursachenfeststellungen von Waffendefekten mit Hinweisen auf Gefährdungs- und Verletzungsgefahren, Feststellung von Abzugsgewichten, Energiemessungen und Schussrichtungsbestimmungen.

### Autogene Formspuren
Autogene Formspuren entstehen vorwiegend durch schwerkraftmäßige Verformung des spurenbildenden Materials, z. B. Rinnspuren, Tropfspuren.

### Andere Formspuren
Andere Formspuren entstehen beispielsweise durch Hitze, Druckwellen usw.

## Technische Formspuren in kriminalistischen Spurenarten

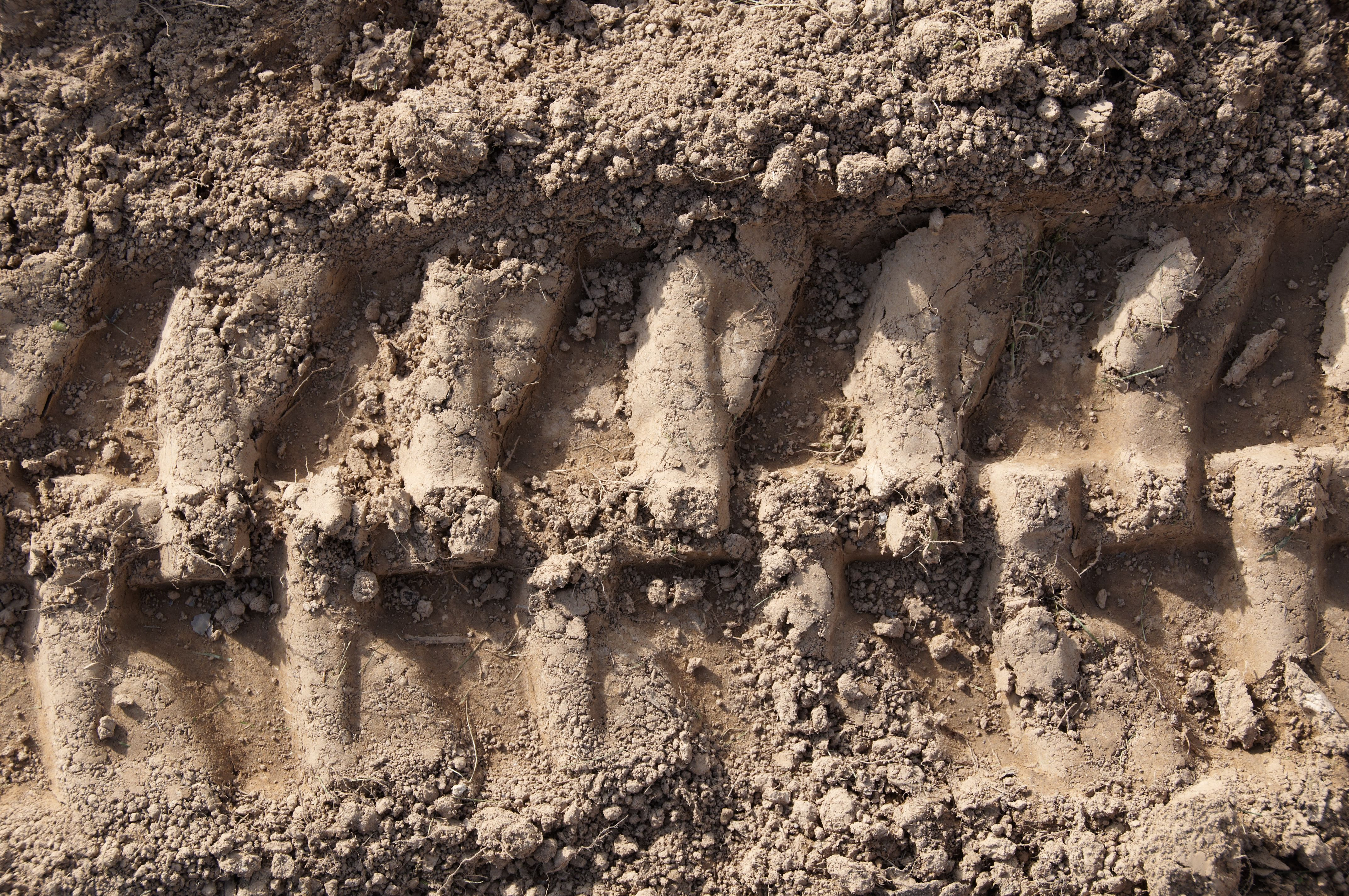
Reifenspur

Diese technischen Formspuren stellen sich in der polizeilichen Praxis grundsätzlich in folgenden Spurenarten dar:
1. Werkzeugspuren
2. Schuhspuren
3. Handschuhspuren
4. Fahrzeugspuren (einschließlich Reifenspuren)
5. Passspuren
6. Spuren in Schlössern
7. Fußspuren
8. Spuren durch den Gebrauch von Schusswaffen
9. Unfallspuren, Unfallrekonstruktionen nach schweren Verkehrsunfällen
10. entfernte Prägungen, wie z. B. Fahrgestellnummern von Kraftfahrzeugen, die durch mechanisch-chemische Verfahren wieder sichtbar gemacht werden.

## Untersuchungsmethoden von Technischen Formspuren
Die Untersuchung der Spuren erfolgt unter Zuhilfenahme einer Vielzahl optischer Hilfsmittel wie Lupe, Boreskop, Messmikroskop, Stereomikroskop, Stereovergleichsmikroskop und der Anwendung von umfangreichen theoretischen und praktischen Kenntnissen auf den Gebieten der kriminaltechnischen Spurensuche und -sicherung, der Werkstoff- und Fertigungskunde, Mess- und Prüftechnik sowie der allgemeinen Mechanik und Optik.
Beim Vergleich von Werkzeugspuren wird tatrelevantes Spurenmaterial unter einem Vergleichsmikroskop gegenübergestellt. Das Stereobild wird über die adaptierte Videokamera digitalisiert und für weitere Bearbeitungen (Archivierung, Gutachtenerstellung etc.) auf dem Computer bereitgestellt. Diese Arbeitsweise wird auch bei der Untersuchung von Profilschließzylindern und Passspuren angewandt.
Für eine Vergleichsuntersuchung ist das „Legen“ bzw. Anfertigen von „Vergleichsspuren“ unerlässlich. Dabei werden nach der Spurenanalyse unter Beachtung der möglichen Begehungsweise und der Nutzung der Erfahrung der Sachverständigen in den verschiedensten Medien
- Vergleichsabdrücke (mit Schuhen, Handschuhen, Reifen) und
- Vergleichsscharten und -eindrücke (mit Werkzeugen) gefertigt.

Anschließend erfolgt eine Gegenüberstellung der „Tatspur“ und der „Vergleichsspur“. Ursächlicher Ausgangspunkt für die Möglichkeit eines Vergleiches überhaupt sind u. a. produktionsbedingte Besonderheiten bei der Herstellung der Spurenverursacher (Schuhe, Reifen, Handschuhe, Werkzeuge) und die Tatsache, dass diese Gegenstände im Verlaufe ihres Gebrauchs individuelle Besonderheiten durch mechanische und thermische Einwirkungen sowie Verschleiß erhalten, die auf den Spurenträger übertragen werden können.
Bei übereinstimmenden Besonderheiten von Tatspur und Vergleichsspur kann in den meisten Fällen der Spurenverursacher der entsprechenden Spur konkret zugeordnet werden (z. B. Werkzeuge, Schuhe usw.). Die bildliche Darstellung von Untersuchungsergebnissen bei Schuh-, Handschuh- und Reifenspuren im Sachverständigengutachten erfolgt mittels Originalfotogrammen und Vergleichsabdrücken.

## Technische Formspuren in kriminalistischen Sammlungen

### Schuhspurendatenbanken
Die deutschen Landeskriminalämter führen rechnergestützte Schuhspurendatenbanken, um Schuhspuren von Tatorten mit Schuhspuren von Verdächtigen oder Tätern abgleichen zu können. Die Datenbanken enthalten Millionen von Schuhspuren, die mit unterschiedlichen Methoden (Flachbettscanner, Handscanner, Scankamera, Videokamera) aufgenommen werden können. Die aufgenommenen Schuhspuren werden in die Datenbank eingelesen und mit einem Datensatz verknüpft. Dieser Datensatz enthält Informationen wie die Größe und Form der Schuhspur, das Material der Sohle und die Marke und das Modell des Schuhs. Die Datenbank bietet einen Recherchemodus, der gleichartige Spurenmuster zusammenfasst und bildlich darstellt. Dies erleichtert den Ermittlern die Suche nach relevanten Spuren. Nach einer Grobanalyse können im Programm Messungen durchgeführt werden. Diese Messungen ermöglichen es den Ermittlern, die Ähnlichkeit zwischen zwei Spuren zu bestimmen. Im Falle einer möglichen Spurenübereinstimmung erfolgen anschließend weitere Untersuchungen an den betreffenden Originalspuren. Durch den Abgleich mit Tatortspurensammlungen können folgende Aussagen getroffen werden:
- die Zuordnung von Tatortspuren zu einem bestimmten Hersteller
- die Zuordnung von Tatortspuren zu weiteren Tatorten
- die Zuordnung oder Ausscheiden von Tatortspuren zu einem bestimmten Verursacher.

Diese Untersuchungen werden von forensischen Sachverständigen durchgeführt. Die automatische Berechnung korrelierender Punkte ermöglicht das einfache Finden und Markieren relevanter Merkmale. Diese Merkmale sind wichtige Anhaltspunkte für den Vergleich von Schuhspuren. Die Vorteile der rechnergestützten Schuhspurendatenbanken sind ein schneller und effizienter Abgleich von Schuhspuren, eine erhöhte Wahrscheinlichkeit der Identifizierung von Tätern, die Entlastung der Ermittler von manuellen Arbeiten und Verbesserung der Aufklärungsquote von Straftaten. Die Nachteile liegen bei den hohen Kosten für die Einrichtung und den Betrieb, Mangel an Personal mit einem erforderlichen Fachwissen für die Nutzung und die Fehleranfälligkeit der Software.

#### FAST (Find and Share Tracks)
Die Hochschule Luzern und die Forensity AG haben gemeinsam Find and Share Tracks (FAST) als Software zur Identifikation und dem Vergleich von Schuhspuren entwickelt, die es ermöglicht, auch unvollständige Schuhabdrücke von Tatorten weitgehend automatisch über eine Datenbank zu identifizieren. Die Software, die bei der Schweizer Polizei basiert auf zwei Komponenten:
- Eine Bildsuchmaschine, die von der Universität Basel entwickelt wurde. Diese ermöglicht es, nach dem Vorhandensein einer Referenzspur in der Datenbank zu suchen. Die Datenbank enthält derzeit zwischen 2.000 und 3.000 Referenzspuren. In fünf Jahren soll es rund zehnmal mehr Referenzmaterial sein.
- Eine Software der Hochschule Luzern, die nach einzelnen Charakteristika wie Kreisen, Strichbreiten oder Logos einer Schuhspur sucht. Sie ermöglicht die automatische Identifizierung von Schuhabdrücken, auch wenn sie unvollständig sind und erhöht die Genauigkeit der Identifizierung.[7][8]

#### ScharsWeb (Schuhspur- und -muster–Archivierungs- und Retrieval-System)
Das System SCHARS wird für eine effiziente Bearbeitung von Schuhspuren in Zusammenarbeit mit wurde in enger fachlicher Beratung der Sachverständigen des Landeskriminalamtes Brandenburg und externen Firmen seit Beginn der 90er Jahre entwickelt, schon 1995 in einer Vorläuferversion in die forensische Praxis im LKA Brandenburg eingeführt und im Jahr 2006 als SCHARS-Web flächendeckend in der Brandenburger Polizei ausgerollt. Das System SCHARS wird in der deutschen Kriminalpolizei weit verbreitet eingesetzt, auch in anderen Ländern, z. B. in Österreich, Frankreich und den Niederlanden. Das dazu entwickelte Codierungssystem stellt als Johannisthaler Schlüssel auch Jahre nach seiner Entwicklung das grundlegende Codierungssystem für Schuhspuren in den deutschen Kriminaltechniken dar. Das System besteht aus einer Client- und einer Server-Komponente. Die Client-Komponente ist auf den Rechnern der Ermittler installiert und ermöglicht die Aufnahme und Bearbeitung von Schuhspuren. Die Server-Komponente ist auf einem zentralen Server installiert und speichert die Schuhspuren in einer Datenbank. Das System SCHARS bietet folgende Funktionen:
- Aufnahme von Schuhspuren mit unterschiedlichen Eingabegeräten, z. B. Scannern, Kameras oder Handscannern
- Bildbearbeitung und -verbesserung
- Kalibrierung und Messung von Schuhspuren
- Klassifizierung von Schuhspuren nach verschiedenen Merkmalen
- Verknüpfung von Schuhspuren mit Schuhsohlenmustern
- Bildüberlagerung von Schuhspuren und Schuhsohlenmustern
- Unterschiedliche Recherchestrategien
- Automatische Generierung von Berichten und Dokumenten
- Internes Nachrichtensystem[9][10]

#### Trassologic Trace Match
Die Software Trassologic Trace Match von der Firma Optimal Systems ist eine modular aufgebaute ECM-Lösung für den visuellen Vergleich von Schuhspuren im Einsatz in der forensischen Praxis. Sie ist Teil des Dokumentenmanagementsystems enaio und basiert auf der Open-Source-Software ImageJ.  Die Software bietet verlustfreie Bildbearbeitung, optische Optimierungsfunktionen, das Setzen markanter Merkmale und Laden von Vergleichsspuren, visuelle und logische Aufteilung von Spuren in beliebiger Aufteilungstiefe, die Bewertung und Klassifizierung von Spuren und einen Datenaustausch per XML. Die automatische Berechnung korrelierender Punkte ermöglicht das einfache Finden und Markieren relevanter Merkmale. Die Bearbeitung des digitalen Bildmaterials erfolgt verlustfrei. Die Bildeinstellungen und markierten Merkmale können beliebig geladen, modifiziert und gespeichert werden. Die Kalibrierungsfunktion ermöglicht die maßstabsgetreue Darstellung auf jedem Monitor sowie beim Ausdruck. Der Hauptunterschied zu Find and Share Tracks (FAST) ist die Art und Weise, wie die Vergleichsarbeit durchgeführt wird. Trassologic Trace Match ist eine visuelle Software, die den Ermittlern die Möglichkeit bietet, die Schuhspuren selbst zu vergleichen. Find and Share Tracks ist eine automatische Software, die die Vergleichsarbeit für die Ermittler übernimmt. Die beiden Softwarelösungen haben jeweils ihre eigenen Vor- und Nachteile. Trassologic Trace Match bietet Ermittlern mehr Kontrolle über den Vergleichsprozess, während Find and Share Tracks schneller und effizienter ist.

### Passspurensammlungen
Passspurenvergleiche werden häufig nach dem Auffinden von abgebrochenen Werkzeugteilen an Tatorten sowie Kfz-Teilen an Unfallorten durchgeführt. Hier ist die Tatsache, dass unter Kraft- und Gewalteinwirkung Teile willkürlich und nicht reproduzierbar zerbrechen oder zerreißen, Ausgangspunkt für die Aussage des Sachverständigen. Voraussetzung ist dabei die Feststellung von Vergleichswerkzeugen und weiteren Kfz-Teilen.
Im Untersuchungsprozess werden diese Teile unter Beachtung der Morphologie des Materials „aneinander-“ oder „eingepasst“. Ist dies gelungen, ist bewiesen, dass die relevanten Teile ursprünglich ein einheitliches Ganzes bildeten. Die bildliche Darstellung des Untersuchungsergebnisses erfolgt wie bei den anderen Spurenarten entweder durch Fotos oder Videoprints.

### Werkzeugspurensammlungen
Untersuchungen von Werkzeug und Werkzeugspuren werden zwecks Identitätsnachweis durchgeführt. Es wird festgestellt, ob eine bestimmte Spur von einem bestimmten Werkzeug verursacht worden ist. Werkzeugspuren aus bisher unaufgeklärten Straftaten befinden sich bei den bundesdeutschen Landeskriminalämtern in Werkzeugspurensammlungen. Durch Vergleich dieser Tatspuren können Tatspurenzusammenhänge erkannt werden. Tatverdächtige Werkzeuge werden mit den Spuren der Werkzeugspurensammlung verglichen.
Ein weiterer Aufgabenbereich ist die Untersuchung von Sicherungseinrichtungen, Schloss und Schlüssel auf Manipulations- beziehungsweise Nachschließspuren sowie Spuren von Kopiervorgängen. Dazu gehört auch die Begutachtung elektronischer Schließsysteme und Wegfahrsperren. Der Bereich der Schloss- und Schlüsseltechnik erstreckt sich vom einfachen Vorhang- bis hin zum hochwertigen Tresorschloss.

### Zentraler Schusswaffenerkennungsdienst beim Bundeskriminalamt
Munitionsteile von sichergestellten Schusswaffen werden im Bundeskriminalamt mit den in der dortigen zentralen Tatmunitionssammlung einliegenden Munitionsteilen von unaufgeklärten Straftaten verglichen. Die Munitionssammlung, die zurzeit ca. 5.000 Hülsen und ca. 5.000 Geschosse enthält, dient dem Erkennen von Tatzusammenhängen und der Identifizierung von Tatwaffen. Bei sichergestellter verschossener Munition geht es um die Frage, ob die Tatwaffe bereits bei früheren Delikten verwendet wurde, daher sucht man bei der Tatmunitionsuntersuchung nach Individualspuren, quasi dem „Fingerabdruck“ der Waffe. Aus sichergestellten Waffen gewinnt man sogenannte Vergleichsmunition und vergleicht diese mit der Sammlung.